# Панонске острвске планине
Панонске острвске планине су планине смештене у средишњем делу Панонске низије, без повезаности са ободним планинским венцима (Карпатске, Динарске и Алпске планине). 

## Порекло
Панонске острвске планине су биле острва у некадашњем Панонском мору. Дато море је ишчезло пре 600 хиљада година, па су некадашња острва постала данашње планине и брда.

## Најважније планине
Најважније панонске острвске планине и брдска подручја у средишњем делу низије су:
- Србија: Фрушка гора, Вршачки брег;
- Мађарска: Мечек, Пилиш, Виљанска гора, Бакоњска гора;
- Хрватска: Папук, Крндија, Диљ, Билогора, Псуњ, Мославачка гора.

## Панонске острвске планине у Србији
Погледати још: Панонска низија у Србији
У јужном делу Панонске низије, острвске планине представљају остатке спуштеног дела старе масе тј. унутрашњих Динарских планина. Протежу се од запада према истоку. Изграђене су од стена различите старости: палеозојских шкриљаца, мезозојског кречњака итд. Падине Фрушке горе и Вршачких планина изграђени су од органских неогених седимената и плеистоцених наслага леса.
Острвске планине Панонског басена у Србији су:
- Фрушка гора
- Вршачке планине
- Цер, Авала
- Космај
- Букуља
- Венчац
- Рудник
- Гледићке планине
- Јухор